# Gabel-Azurjungfer

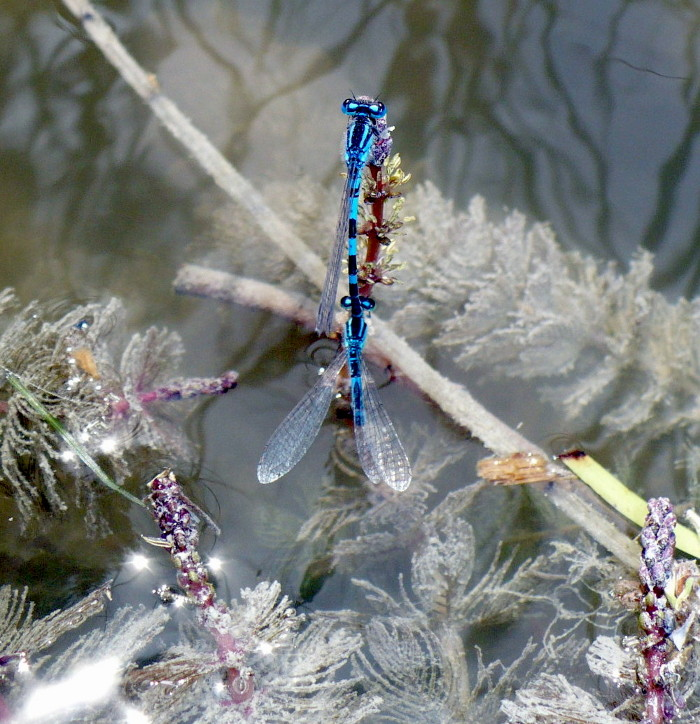
Eiablage

Die Gabel-Azurjungfer (Coenagrion scitulum) ist eine hauptsächlich im Mittelmeergebiet verbreitete Libellenart aus der Familie der Schlanklibellen (Coenagrionidae).

## Merkmale
Die Gabel-Azurjungfer erreicht eine Flügelspannweite von drei bis vier Zentimetern. Die Männchen haben eine relativ geringere Körpergröße als andere Azurjungfern und besitzen eine schwarz-blaue Zeichnung auf den Thorax- und den Hinterleibssegmenten. Im Hauptverbreitungsgebiet besteht Verwechslungsgefahr vor allem mit der häufigeren – in Deutschland jedoch nicht vorkommenden – Südlichen Azurjungfer (C. caerulescens). Diese hat etwas kleinere Blauanteile auf dem dritten und vierten Hinterleibssegment und ein etwas längeres Flügelmal (Pterostigma). Auf Fotos sind die beiden Arten jedoch nur sehr schwer zu unterscheiden und eine sichere Bestimmung ist in der Regel nur mithilfe der Vorderbrust möglich. Für die erste Ansprache im Feld ist in Südwestdeutschland sowohl bei den Männchen als auch den Weibchen oft eine deutlich ausgeprägte grünlich-gelbe Färbung der Unterseite von Augen, Thorax und Abdomen nützlich. Markant sind außerdem die hellen Flügelmale (Pterostigmen), die «torpedoförmigen» Zeichnungselemente auf der Abdomenoberseite des Weibchens sowie die hakenartig nach innen gebogenen oberen Hinterleibsanhänge des Männchens.

## Verbreitung und Lebensraum
Die Gabel-Azurjungfer lebt an vegetationsreichen, stehenden und fließenden Gewässern im nördlichen Mittelmeergebiet von Portugal bis Kleinasien, teilweise auch in Nordafrika. Als Vermehrungsgast kam sie im letzten Jahrhundert gelegentlich auch in nördlicheren Breiten vor. So hatte sie sich in den Jahren 1946 bis 1953 in Essex, England, etabliert. Seit den 1980er Jahren sind in Europa Ausbreitungstendenzen nach Norden erkennbar. Dank der Klimaerwärmung wurde die Art inzwischen in Bayern, Baden-Württemberg, Hessen, Niedersachsen, Nordrhein-Westfalen, Rheinland-Pfalz und Saarland beobachtet und hat sich mittlerweile vielfach als bodenständig etabliert. Auch aus der Schweiz gibt es aktuelle Funde. Vermutlich wurde die Gabel-Azurjungfer in den letzten Jahren auch oft nur übersehen, und längerfristig dürfte die Art alle geeigneten, wärmebegünstigten Gewässer besiedeln.

## Lebensweise
Die Flugzeit der Gabel-Azurjungfer fällt in den Zeitraum von Mitte Mai bis Anfang September, die Hauptflugzeit sind Juni und Juli. Das Paarungsverhalten entspricht dem anderer Azurjungfern, die Männchen fliegen allerdings vorwiegend über der Wasseroberfläche statt im Bereich der Vegetation. Die sporadischen Funde einzelner Individuen der Art in Mitteleuropa deuten auf eine hohe Vagilität hin. Über die Paarung, Eiablage und Larvalentwicklung ist nur sehr wenig bekannt.